# Língua de sinais da Gâmbia
A Língua de Sinais da Gâmbia (em Portugal: Língua Gestual da Gâmbia) é a língua de sinais (pt: língua gestual) usada pela comunidade surda da Gâmbia. Ao contrário do que se poderia pensar, as linguas gestuais ou de sinais, assim como as línguas orais, emergem naturalmente nas comunidades e mudam com o tempo e, portanto, não são universais.